# Gago Drago

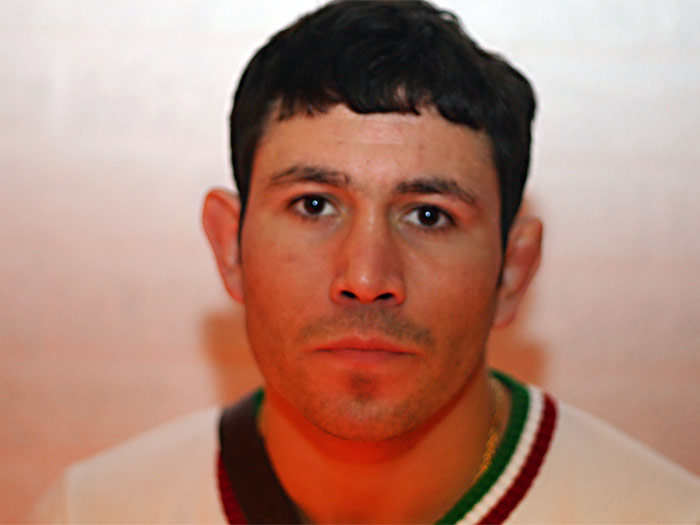
Gago Drago, 2011

Gago Drago (armenisch Գագո Դրագո; * 8. März 1985 in Werischen, Armenische SSR als armenisch Գագիկ Հարությունյան, Gagik Harutjunjan) ist ein niederländisch-armenischer Thaiboxer und K-1-Kämpfer.
Im Alter von vier Jahren verließ Drago 1989 während des Bergkarabachkonflikt zusammen mit seinen Eltern Armenien und zog in die Niederlande. Dort fing er zehn Jahre später an, Thaiboxen zu trainieren. Zuerst kämpfte er nur innerhalb der Beneluxländer, da seine Visaauflagen ihm verboten, diese zu verlassen. Erst 2005 erhielt er die niederländische Staatsangehörigkeit und konnte nun überall auf der Welt kämpfen.
Drago trainierte im Gym Alkmaar in Alkmaar (Niederlande). Sein Trainer war Edwin van Os.
Drago gewann von seinen 88 Profikämpfen 68, davon 33 durch (T)KO.
Gago Drago wird von den Fans für seinen sehr aggressiven Stil geliebt, da er sich immer nach vorne bewegt und seine Gegner unter Druck setzt. Von 2002 bis Februar 2006 war er vier Jahre lang ungeschlagen. Diese Siegesserie wurde am 5. Februar 2006 bei einer WFCA-Veranstaltung in Holland gegen Faldir Chahbari unterbrochen.
Am 5. April 2006 gab Gago sein Debüt bei den K-1 World MAX 2006 World Tournament Open. In der Endausscheidung kämpfte er gegen den Dänen Ole Laursen. Nach einem nervösen Start verpasste Drago seinem Gegner in der zweiten Runde einen stehenden 8er-Count und gewann den Kampf in drei Runden einstimmig, womit er sich unter den besten acht Kämpfern der K-1 MAX-Division platzierte
Am 13. Mai 2006 bestritt er beim K-1 World Grand Prix 2006 in Amsterdam einen Superfight gegen Ray Staring. Er verlor den Kampf nach Punkten.
Fast zwei Monate später, am 30. Juni 2006, kämpfte Drago in seinem ersten K-1 World MAX Finale. In der ersten Runde traf er Albert Kraus, den K-1 World MAX Champion von 2002, mit dem Knie, was ihm einen Knockdown und eine Auszählung nach acht Punkten einbrachte. Das Ergebnis war ein Punktsieg für Drago, der damit ins Halbfinale gegen Buakaw Por. Pramuk. Gago wurde in der zweiten Runde niedergeschlagen und verlor durch einstimmigen Beschluss, womit der Abend für den jungen Debütanten beendet war. Sein Gegner Buakaw Por. Pramuk gewann daraufhin den World MAX Titel.
Drago kämpfte gegen Naoki Samukawa bei der K-1 World MAX 2006 Champions’ Challenge in Tokio, Japan am 4. September 2006. Er gewann den Kampf durch einstimmige Entscheidung.
Am 3. Oktober 2007 kämpfte Gago Drago beim K-1 World MAX 2007 World Championship Final im Viertelfinale des Turniers gegen den K-1 World Max Champion von 2005, Andy Souwer, und wurde durch einen rechten Haken KO besiegt.
Später nahm Drago am Enfusion Kickboxing Tournament 2010 teil. Drago schaffte es bis ins Finale, wo er gegen den hoch angesehenen Muay Thai-Kämpfer Pajonsuk antrat. Drago gewann den Kampf durch einstimmigen Beschluss, fügte dem Thailänder seine erste Niederlage seit über zwei Jahren zu und wurde zum Enfusion Kickboxing Tournament Champion 2010.
Im Finale des K-1 World MAX 2010 World Championship Tournament besiegte Drago im Viertelfinale den aufstrebenden Star Mohammed Khamal, verlor aber im Halbfinale in einem hart umkämpften Kampf durch Entscheidung gegen Yoshihiro Sato. Drago blieb jedoch zurück, um seinen Freund Giorgio Petrosyan zu unterstützen, der Sato im Finale besiegte.
In der niederländischen TV-Serie „Vechtershart“ hatte er 2015 seinen ersten Auftritt als Schauspieler.

## Titel
- 2010 K-1 World MAX Halbfinalist
- 2010 Enfusion Kickboxing Tournament Champion -70 kg
- 2006 K-1 World MAX Halbfinalist
- 2004 WMTC European Muay Thai Champion* 2003 WMTC European Muay Thai Champion
- 2002 Benelux Muay Thai Champion